# Violão brasileiro
O termo violão brasileiro é frequentemente usado para se referir às maneiras de se expressar ao violão em gêneros tradicionalmente brasileiros. Em cada um desses gêneros podem ser encontradas características idiomáticas comuns, como as levadas de bossa nova e as frases de violão de sete cordas, muito comuns no choro. Por isso, o termo "violão brasileiro" geralmente refere-se a um conjunto heterogêneo de modalidades expressivas, mas que podem ser pensadas de forma homogênea a partir de outros conceitos como o de Identidade Nacional. A ideia de Identidade do violão brasileiro já foi bastante discutida no livro Violão e identidade nacional.  
Existem autores que defendem a ideia de que o violão brasileiro possui uma identidade "hibrida" ou "transitiva", situada entre o "erudito" e o "popular". Esta polissemia pode ser exemplificada a partir de uma série de vertentes apresentadas a seguir.  

## Vertentes do violão brasileiro
Destacam-se abaixo algumas vertentes que possuem características idiomáticas que podem ser relacionadas ao termo "violão brasileiro":
- O Choro -  Pode-se destacar a levada (geralmente realizada pelo violão de 6 cordas) e o fraseado do violão de 7 cordas;
- Bossa Nova - A levada de bossa nova é muito característica e tem como um de seus precursores o violonista e compositor João Gilberto.
- O Samba - A levada de samba, com seu ritmo característico marcado pelo violão.
- O violão "Pampeano" - Muito característico no sul do Brasil, tem como um de seus precursores o violonista Lúcio Yanel.
- O violão instrumental brasileiro - Desde o início do século XX uma série de compositores se dedicaram a compor para o violão instrumental em gêneros nacionais, como o choro, o maxixe, o baião, dentre outros. Dentre esses compositores podemos citar: Américo Jacomino, João Pernambuco, Garoto, Dilermando Reis, Egberto Gismonti, Duo Assad, Duo Abreu, Raphael Rabello,  Yamandu Costa.
- Violão "erudito" brasileiro: Nesta categoria pode-se encontrar uma série de compositores e interpretes especializados no violão instrumental seguindo a tradição "erudita" ocidental europeia: Almeida Prado, Edino Krieger, Marlos Nobre, Fábio Zanon, Gilson Antunes, Edelton Gloeden, Paulo Pedrassoli, Marcus Llerena, Paulo Martelli, Marcus Vinícius, Quarteto Quaternaglia, Rogério Guimarães, Mozart Bicalho, Guerra-Peixe, Lorenzo Fernandez, Walter Burle-Marx, Quarteto Maogani, Maurício Carrilho, Marcelo Kayath, Heitor Villa-Lobos.
- Violão na Tropicália - O violão teve papel importante na Tropicália, sendo utilizado por artistas como Caetano Veloso e Gilberto Gil.